# Tres Pinos, Kalifornien
Tres Pinos är en ort i San Benito County i delstaten Kalifornien, USA.